# Московское восстание (1606)
Моско́вское восстание — восстание (мятеж), организованный Василием Шуйским и его сторонниками 17 (27) мая 1606 года в Москве против Лжедмитрия I, который под именем царя Дмитрия Ивановича, сына Ивана Грозного, занимал московский престол, с 1 июня 1605 года до 17 мая 1606 года. 
В ходе восстания (мятежа) Лжедмитрий был убит вместе с Петром Басмановым, его ближайшим советником. Новым русским царём провозглашён Василий Шуйский.

## История
20 июня 1605 года, Лжедмитрий был провозглашен русским царём, въехал в Москву. В ходе своего правления он переустроил думу, облегчал участь холопов и крестьян, удвоил жалованье служилым людям, и мечтал о политическом союзе европейских держав против Османской империи (Турции). Заговор бояр, во главе с Шуйским, был открыт при первых днях царствования Лжедмитрия, но прощённый Шуйский продолжал тёмную работу. Придворным старожилам не нравилось забвение старинных русских обычаев, и оно особенно обострилось с приездом в Москву огромной польской свиты Марины Мнишек, на которой Лжедмитрий женился 8 мая 1606 года, а народ видимо любил Лжедмитрия.
Восстание (мятеж) началось после того, как люди Шуйского стали распространять слух, что поляки хотят убить царя. Сигналом был удар набата на колокольне монастырского храма Илии пророка в Китай-городе, сделанного по приказу Шуйского. После удара толпа бросилась к Кремлю и к дворам, где стояли поляки, приехавшие на свадьбу Дмитрия и Марины Мнишек. Шуйские, Голицын, Татищев въехали на Красную площадь в сопровождении около 200 человек, вооружённых саблями, бердышами и рогатинами. Шуйский кричал, что «литва» пытается убить царя, и требовал, чтобы горожане поднялись в его защиту. Хитрость сделала своё дело, возбуждённые москвичи кинулись бить и грабить поляков. В это время в Москве был Станислав Немоевский, который в своих записках привёл поименный список попавших под молот московского бунта; было похоронено 524 поляка. В Кремле охрана царя была разоружена, а сам Царь Дмитрий, после короткой погони, был застрелен воеводой Валуевым. Его тело, вместе с телом Басманова было выставлено на всеобщее обозрение на Красной площади. 28 мая его тело сожгли. В ЭСБЕ сказано что обнаженные останки Петра Федоровича Басманова вместе с трупом Лжедмитрия были выставлены на Лобном месте, и только через несколько дней его сводный брат Голицын получил позволение похоронить тело у церкви Николы Мокрого.
А в МЭСБЕ написано что в ночь на 17 мая 1606 года обманутый криками, что ляхи бьют царя, народ толпами бросился ко дворцу, а бояре заставили стражу выдать Лжедмитрия, и его застрелили, в Большой советской энциклопедии, 1-го издания написано что он пытался скрыться бегством, но упал с большой высоты, сломал ногу и был застрелен.